# Марманд
Марманд (фр. Marmande) — город во Франции (регион Аквитания, департамент Ло и Гаронна), супрефектура одноимённого округа.

## История

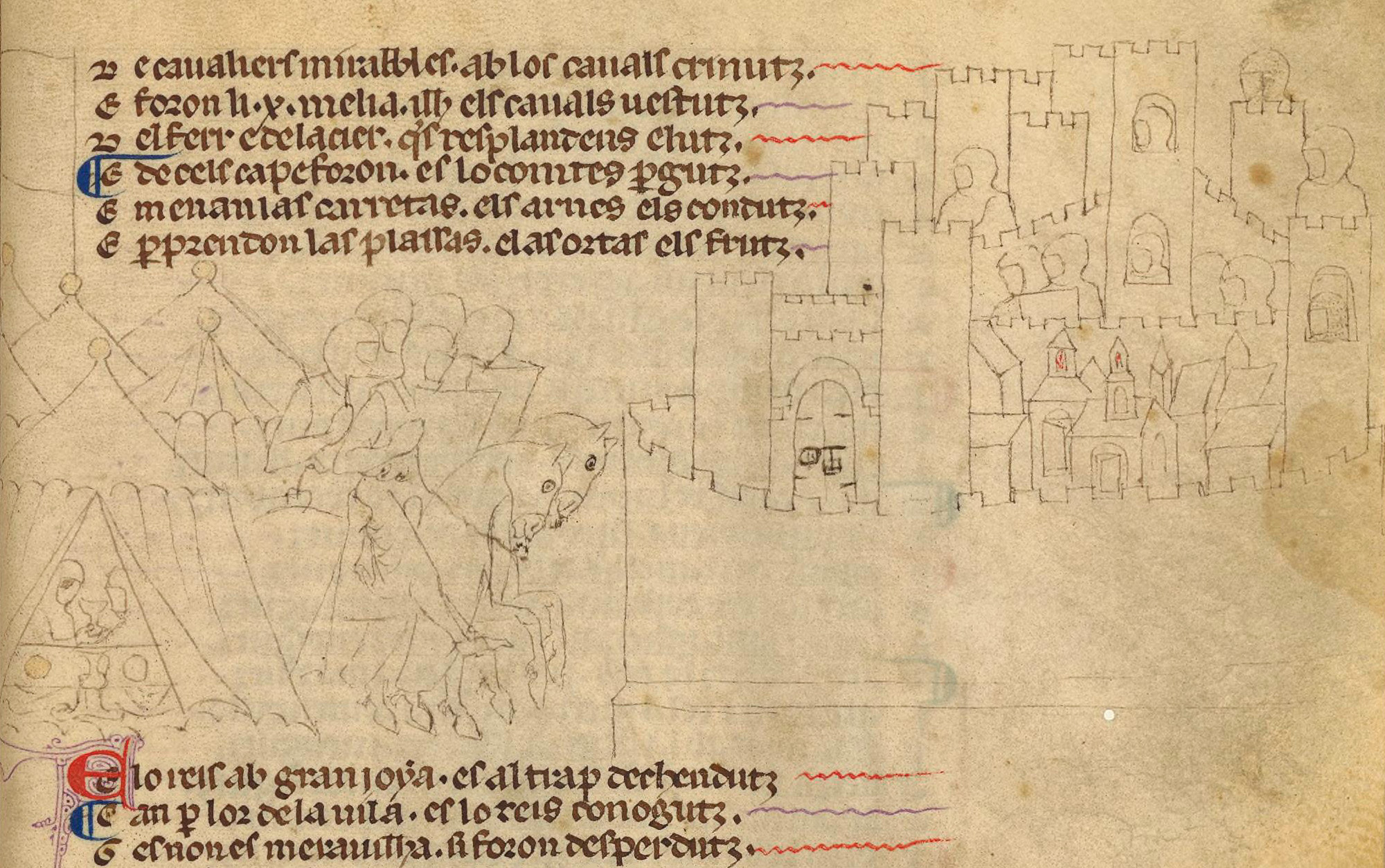
Людовик VIII захватывает Марманд. Фрагмент из «Песни о крестовом походе против альбигойцев» (1213 год)

Расположенный на правобережье Гаронны в 35 км от Ажена город был основан Ричардом Львиное Сердце на месте римского каструма в качестве бастиды. Вскоре он перешёл под власть графства Тулуза и вместе с ним оказался ареной Альбигойского крестового похода. Поселение неоднократно переходило из рук в руки, а в 1219 году его жители были перебиты Амори де Монфором. Город знал осады англичан и беспорядки на религиозной почве. Ныне он более всего известен выращиванием помидоров.
Из достопримечательностей Марманда можно отметить средневековую церковь.

## Города-побратимы
- Пезу-да-Регуа
- Портогруаро
- Эхеа-де-лос-Кабальерос

## Известные уроженцы
- Бурильон, Поль (1877—1944) — французский профессиональный велогонщик. Чемпион мира по трековому велоспорту 1896 года. Оперный певец (тенор).
- богослов Франциск Комбефиз,
- политик Казенов де Прадин
- Пьеррик Федриго (род. 1978) — французский спортсмен-велосипедист.